# روبيرتو غايون
روبيرتو غايون (بالإسبانية: Roberto Gayón)‏ (1905) لاعب كرة قدم مكسيكي راحل كان يجيد اللعب في خط الهجوم .
كان يطلق عليه لقب البرغوث . شارك مع منتخب المكسيك في بطولة كأس العالم 1930 في الأوروغواي حيث لعب مباراتين أمام تشيلي والأرجنتين .

## وصلات خارجية
- روبيرتو غايون على موقع الاتحاد الدولي (مؤرشف)  (الإنجليزية)
- روبيرتو غايون على موقع قاعدة بيانات كرة القدم.إي يو (الإنجليزية)
- روبيرتو غايون على موقع ناشيونال فوتبول تيمز (الإنجليزية)
- روبيرتو غايون على موقع Soccerway.com (الإنجليزية)
- روبيرتو غايون على موقع عالم كرة القدم.نت (الإنجليزية)

- هذا السيرة الذاتية